# Большой Паговец
Большой Паговец — река в России, протекает в Вохомском районе Костромской области. Устье реки находится в 62 км по правому берегу реки Вохма. Длина реки составляет 25 км, площадь водосборного бассейна 109 км². В 1,4 км от устья принимает справа крупнейший приток — Малый Паговец.
Исток реки находится в лесах юго-западнее деревни Борисоглебская в 17 км к северо-западу от посёлка Вохма. Река течёт на северо-восток, затем на восток. На берегах реки расположены деревни Борисоглебская, Покров, Прохоров, Мариненки, Окинята, Языково, Лапшино, Громово. Впадает в Вохму у деревни Паговец, в 15 км к северо-востоку от посёлка Вохма.

## Данные водного реестра
По данным государственного водного реестра России относится к Верхневолжскому бассейновому округу, водохозяйственный участок реки — Ветлуга от истока до города Ветлуга, речной подбассейн реки — Волга от впадения Оки до Куйбышевского водохранилища (без бассейна Суры). Речной бассейн реки — (Верхняя) Волга до Куйбышевского водохранилища (без бассейна Оки).
По данным геоинформационной системы водохозяйственного районирования территории РФ, подготовленной Федеральным агентством водных ресурсов:
- Код водного объекта в государственном водном реестре — 08010400112110000041288
- Код по гидрологической изученности (ГИ) — 110004128
- Код бассейна — 08.01.04.001
- Номер тома по ГИ — 10
- Выпуск по ГИ — 0